# Neonerita incarnata
Neonerita incarnata là một loài bướm đêm thuộc phân họ Arctiinae, họ Erebidae.